# سفته
سَفتِه یا فَتهٔ طَلَب سندی تجاری است که بر اساس آن شخصی (صادرکننده سفته) تعهد می‌کند مبلغ معینی را در زمان معین یا عندالمطالبه به دیگری (گیرنده سفته) بپردازد.

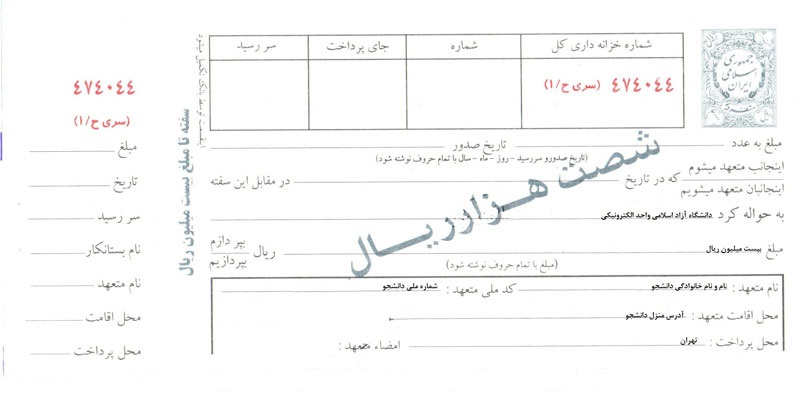
سفته تا حداکثر اعتبار بیست میلیون ریال

سفته به علت خطرات نقل و انتقال پول و توسعه تجارت بین‌الملل بین بازرگانان رواج یافت. امروزه از سفته به عنوان یک وسیله اعتباری در سرمایه‌گذاری‌های کوتاه مدت در واحدهای تولیدی، صنعتی، تجارتی و خدماتی استفاده می‌شود.
سفته در لغت به معنای چیزی است که از کسی عاریه یا قرض یا در عوض چیزی بگیرند تا در شهر دیگر پس دهند.
سفته از جمله اسنادی است که بانک‌ها هنگام پرداخت وام از وام‌گیرنده دریافت می‌کنند و در معاملات بازرگانی نیز کاربرد دارد. بدهکار با دادن سفته به طلبکار متعهد می‌شود که مبلغ معینی را در زمانی معین به او پرداخت کند. طلبکار می‌تواند سفته را تا زمان آمدن سررسید نزد خود نگاه دارد یا اینکه در صورت نیاز به پول آن، طلبش را در برابر دریافت مبلغی کمتر به یک شخص دیگر انتقال دهد. برای انتقال سفته آن را پشت‌نویسی یا ظهرنویسی می‌کنند، یعنی برای نمونه پشت سفته می‌نویسند: «این سند به آقا/خانم … انتقال یافت. فردی که سفته را در اختیار دارد همچنین می‌تواند در صورت نیاز به پول آن قبل از زمان سررسید، به بانک مراجعه کند و با ارائهٔ سفته مبلغی پایین‌تر از مبلغ آنچه در سند قید شده را دریافت نماید. در این حالت بانک پس از فرارسیدن زمان مقرر، مبلغ را از بدهکار اصلی دریافت خواهد کرد. از شرایط این کار این است که بدهی به سبب امور بازرگانی به وجود آمده باشد و تا زمان سررسید سند بیش از ۹۰ روز نمانده باشد. به این عمل بانک تنزیل می‌گویند.

## سفته در ایران
سفته در بین اشخاص حقیقی ایران سندی نسبتاً متروک است و اشخاص ترجیح می‌دهند برای اطمینان از دریافت طلب خود از چک استفاده کنند و با تقلب نسبت به قانون به درج تاریخ مؤخر بر روی چک اقدام کنند. از دلایل کاربرد نداشتن سفته می‌توان به وضع ضمانت اجراهای سنگین برای چک در حالی که ضمانت اجرای سفته چندان تفاوتی با ضمانت اجرای اسناد عادی ندارد، دریافت مالیات از سفته از طریق حق تمبر به میزان نیم در هزار مبلغ سفته، تشریفات خاص برای اعتراض به پرداخت نشدن سفته و شبهه ربوی بودن تنزیل سفته اشاره کرد.
در قانون تجارت ایران سفته چنین تعریف شده‌است:
فته‌طلب سندی است که به موجب آن امضاکننده تعهد می‌کند مبلغی در موعد معین یا عندالمطالبه در وجه حامل یا شخص معین یا به حواله‌کرد آن شخص کارسازی نماید.
محل معمول برای تهیه سفته شعب بانک ملی ایران است که در آن‌ها سفته را تا ابتدای سال نود و پنج به قیمت سه‌هزارم مبلغ اسمی آن می‌فروختند. در اصلاحیه قانون مالیاتهای مستقیم مصوب ۳۱-۴-۱۳۹۴ این مقدار به نیم دهم درصد کاهش یافت و با تصویب مجلس شورای اسلامی در سال ۱۳۹۵ این مبلغ به پنج ده هزارم تقلیل پیدا کرد، یعنی برای تهیه یک سفته یک میلیون تومانی می‌بایست ۵۰۰ تومان پرداخت کرد.
| سفته‌های موجود    | نرخ فروش | سفته‌های موجود         | نرخ فروش |
| ---------------- | -------- | --------------------- | -------- |
| یک میلیونی       | ۵۰۰      | بیست میلیونی          | ۱۰۰۰۰    |
| یک و نیم میلیونی | ۷۵۰      | پنجاه میلیونی         | ۲۵۰۰۰    |
| دو میلیونی       | ۱۰۰۰     | یک صد میلیونی         | ۵۰۰۰۰    |
| دو و نیم میلیونی | ۱۲۵۰     | یک صد و پنجاه میلیونی | ۷۵۰۰۰    |
| پنج میلیونی      | ۲۵۰۰     | دویست و پنجاه میلیونی | ۱۲۵۰۰۰   |
| ده میلیونی       | ۵۰۰۰     | سیصد میلیونی          | ۱۵۰۰۰۰   |

## سفته در نظام بانکی ایران
سفته در نظام بانکی ایران، سندی رایج و بسیار پر کاربرد است . سفته نیز به مانند چک در تعدادی از بانک‌ها به عنوان بهبود دهنده وضعیت اعتباری یا تضمین جهت ارائه تسهیلات از مشتریان شبکه بانکی اخذ می‌گردد . در گذشته سفته صرفا به شکل کاغذی و از طریق عامل رسمی فروش (بانک ملی) و عامل‌های غیر رسمی مانند دکه های روزنامه فروشی قابل تهیه بوده است؛ هرچند حسن روحانی رئیس‌جمهور در آخرین جلسه شورای اجرایی فناوری اطلاعات در دولت دوازدهم در مرداد 1400 نسبت به رونمایی از سامانه سفته و برات الکترونیک اقدام نمود  و سپس سید احسان خاندوزی وزیر امور اقتصادی و دارایی دولت سیزدهم در بهمن سال 1400 سامانه سفته و برات الکترونیک به شکل عملیاتی در فاز سه ماهه آزمایشی افتتاح کرد . سفته الکترونیک با توجه به ویژگیهای برتر خود نسبت به سفته کاغذی، هزینه های کاربران، شبکه بانکی و وزارت امور اقتصادی و دارایی را کاهش داده و به شکل قابل توجهی شفافیت تبادلات انجام شده را از طریق سامانه مرکزی خود افزایش می دهد. بانک های قرض‌الحسنه رسالت، آینده و ملی اولین مجوزهای بهره‌برداری عملیاتی از این سامانه را در سال 1400 دریافت نمودند  و بانکهای قرض‌الحسنه مهر ایران و مسکن نیز در سال 1401 موفق به کسب این مجوز شده اند.

## سفته استخدام
امروزه گرفتن سفته حین استخدام تحت عنوان ضمانت و جهت حسن انجام کار بسیار شایع می‌باشد. یکی از نگرانی‌هایی که در مورد این گونه سفته‌ها وجود دارد راجع به وصول این سفته‌ها می‌باشد. در این خصوص باید گفت که چون این سفته‌ها اصولاً بابت پرداخت، صادر نمی‌شوند و هدف از صدور آن‌ها انجام درست تعهد می‌باشد لذا اصل بر اینست که کارفرما نمی‌تواند وجه آن را وصول نماید مگر آنکه ثابت نماید، کارگر در انجام تعهد خود کوتاهی و قصور ورزیده‌است.در اینگونه سفته ها تاریخ سررسید نوشته نمی‌شود بجای تاریخ باید نوشت: ضمانت حسن انجام کار همچنین سفته را در وجه حامل ننویسید بجای آن اسم آن شرکت را ذکر کنید. حتماً مشخصات سفته را در قرارداد های کاری تان ذکر کنید، حتماً یک کپی از سفته بگیرید و از کارفرما بخواهید تا برایتان مهر و امضاء کند تا تغییری ایجاد نشود.

## شرایطی که باید در سفته رعایت شود
قانون تجارت در ماده ۳۰۸ شرایط شکلی را که باید به هنگام صدور سفته رعایت گردد، مورد اشاره قرار داده‌است. در صورتی که یکی از این شرایط در صدور سند رعایت نشود، سند صادر شده از مزایایی که برای سفته در نظر گرفته شده‌است، برخوردار نخواهد شد. طبق این ماده فته طلب یا سفته باید متضمن شرایط ذیل باشد:
1. مُهر یا امضاء
2. تاریخ صدور
3. مبلغی که باید توسط صادرکننده پرداخت شود با حروف
4. گیرندهٔ وجه (سفته می‌تواند در وجه حامل صادر شود)
5. تاریخ پرداخت (اگر زمان پرداخت با تعطیل رسمی مصادف شد، باید روز بعد از تعطیل پرداخت صورت گیرد)

### نکات مهم در نوشتن سفته
1. در صورتی که گیرنده در تنظیم سفته مشخص نشود سفته در وجه حامل لحاظ شده و دارنده آن می‌تواند آن را وصول نماید.
2. در صورت درج نکردن تاریخ صدور دارنده سفته می‌تواند هر زمانی که بخواهد نسبت به اجرا گذاشتن سفته اقدام نماید.
3. اگر کسی پشت سفته را به عنوان ضامن امضا نماید همانند صادر کننده سفته نسبت به پرداخت مبلغ آن مسئول خواهد بود.[۱۹]

## مدارک لازم برای گرفتن سفته
برای آن که بتوانید از بانک ملی سفته های لازم را خریداری کنید، صرفا لازم است تا کارت ملی خود را به بانک ارائه کنید. به جز کارت ملی به هیچ مدرک دیگری برای خریدن سفته نیاز نخواهید داشت.